# Typhlonectes natans
Typhlonectes natans là một loài caecilian trong họ Caeciliidae.
Nó được tìm thấy ở Colombia, Venezuela, và có thể Trinidad và Tobago.
Các môi trường sống tự nhiên của chúng là savanna khô, vùng đất có cây bụi nhiệt đới hoặc cận nhiệt đới, đất câu bụi ẩm nhiệt đới và cận nhiệt đới
hoặc đất cỏ vùng thấp ngập nước hoặc ẩm ướt theo mùa nhiệt đới và cận nhiệt đới và sông. Chúng là loài nuôi làm cảnh phổ biến.

## Hình ảnh

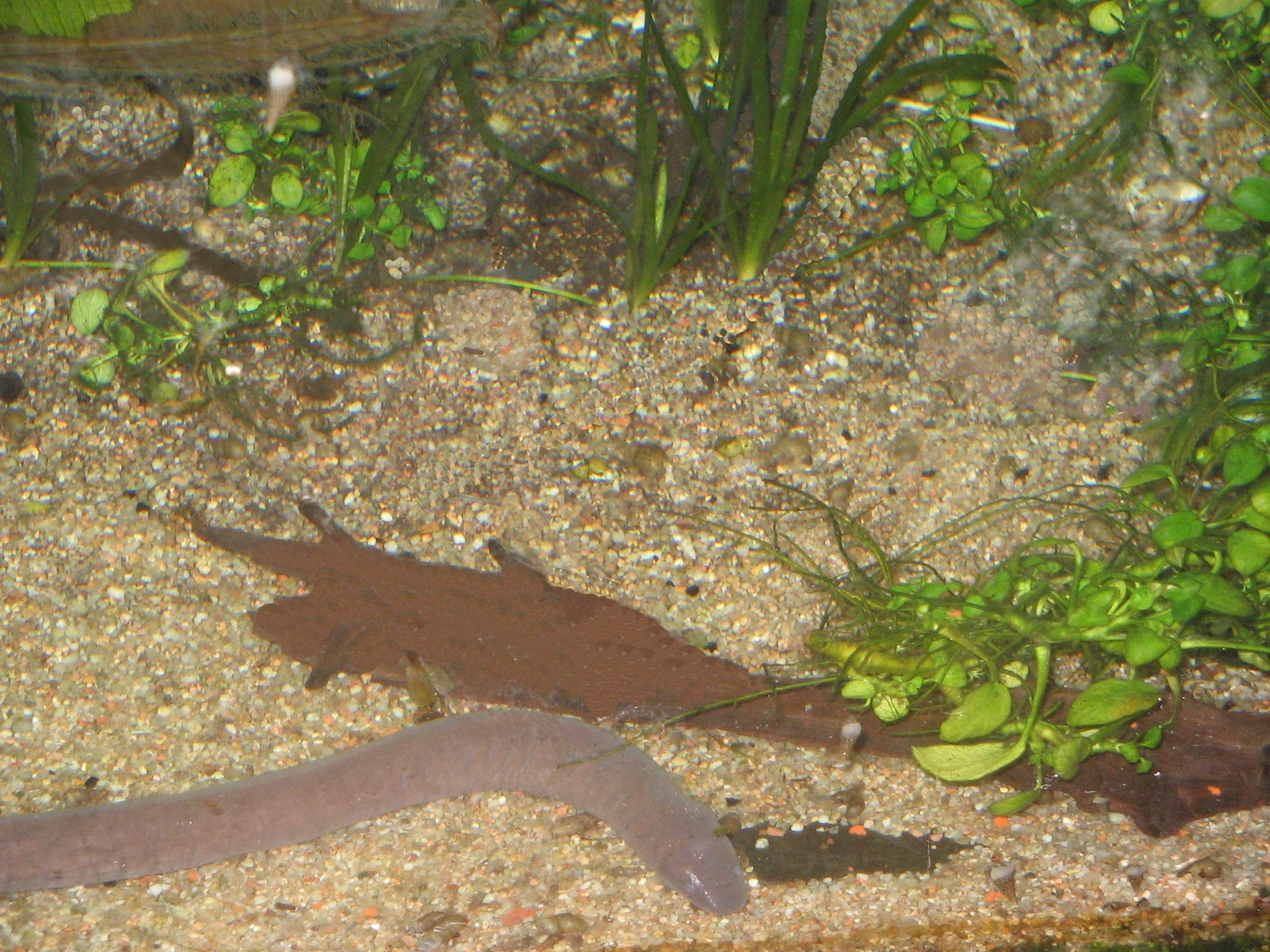
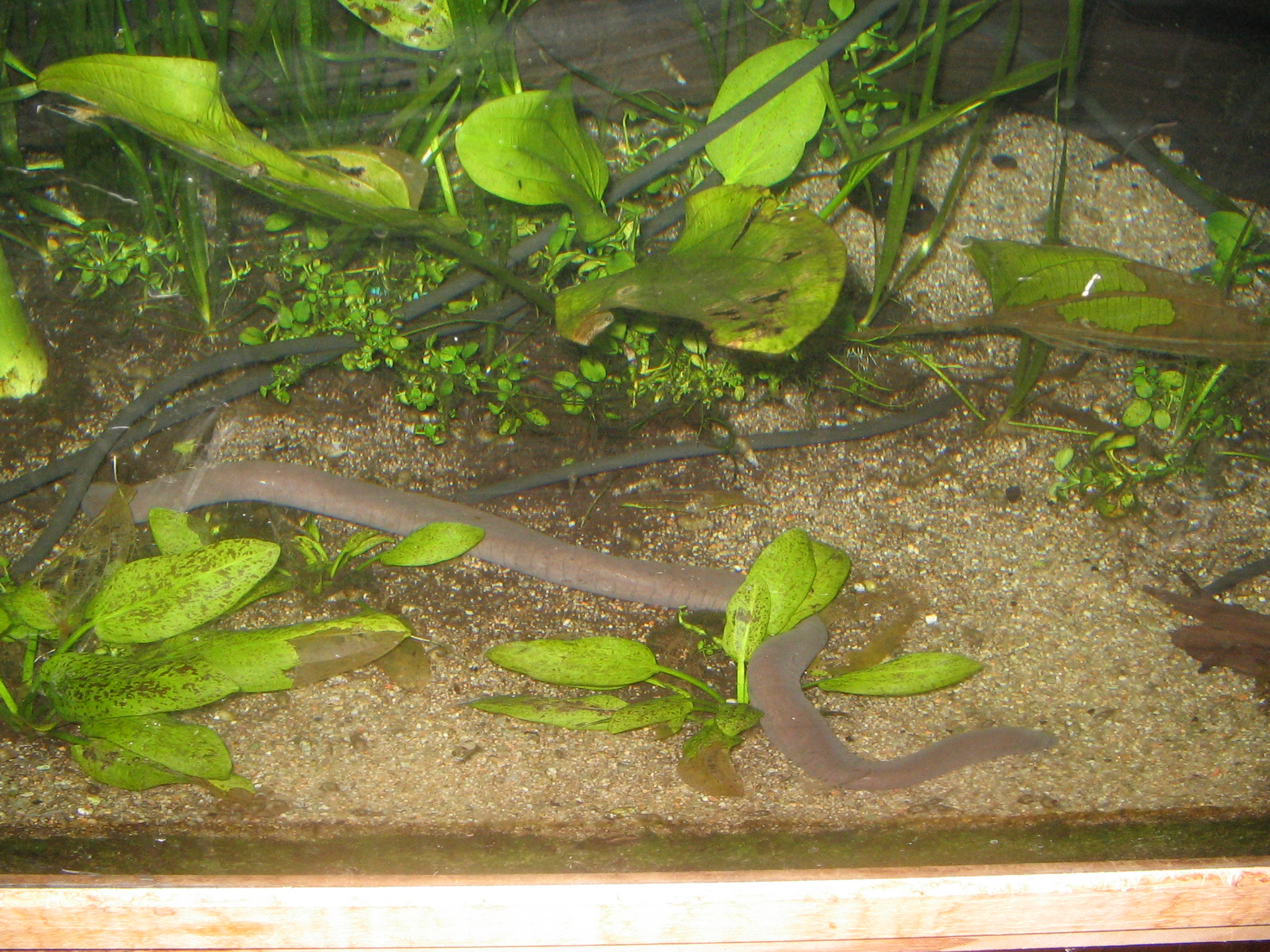
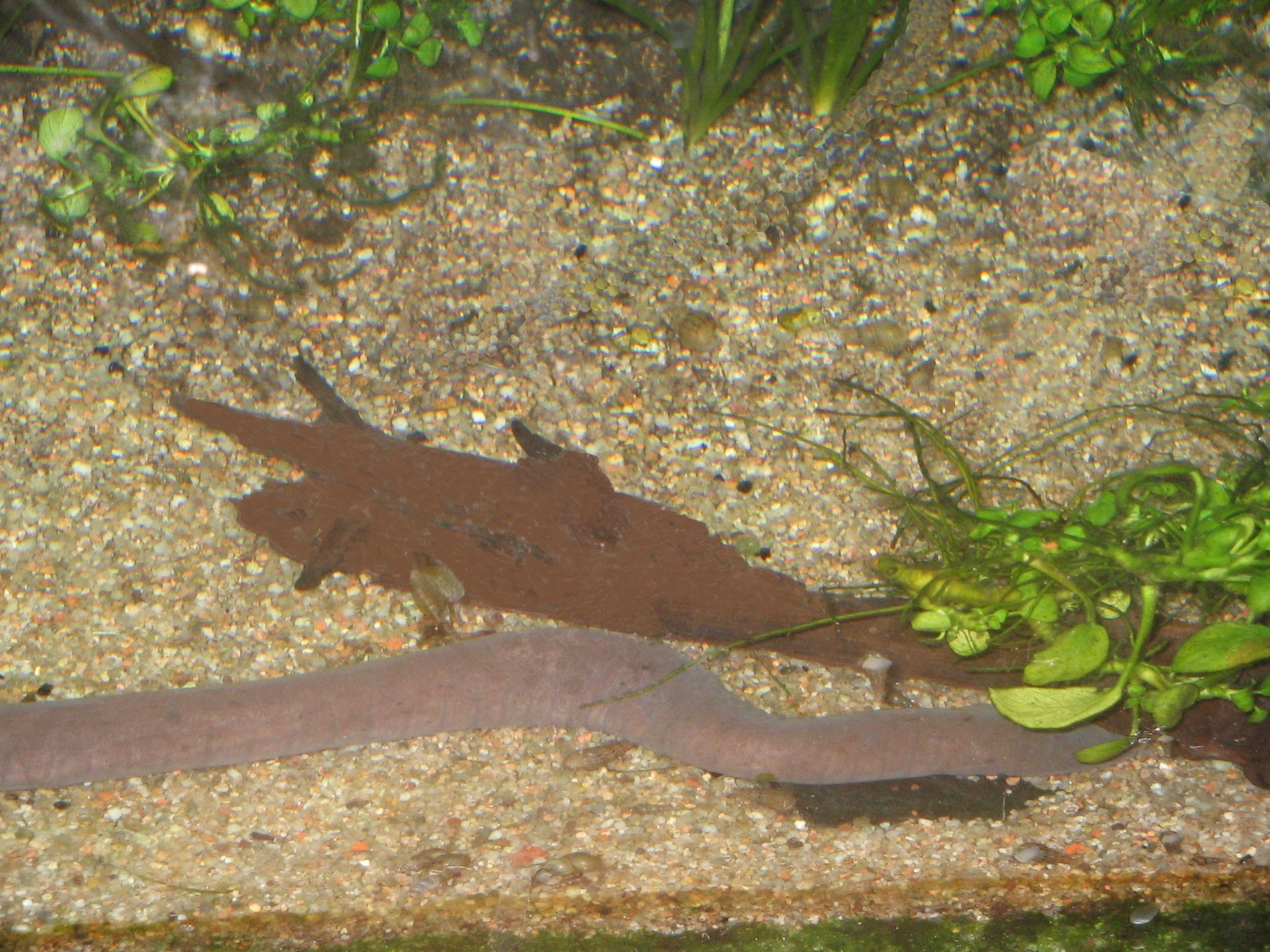
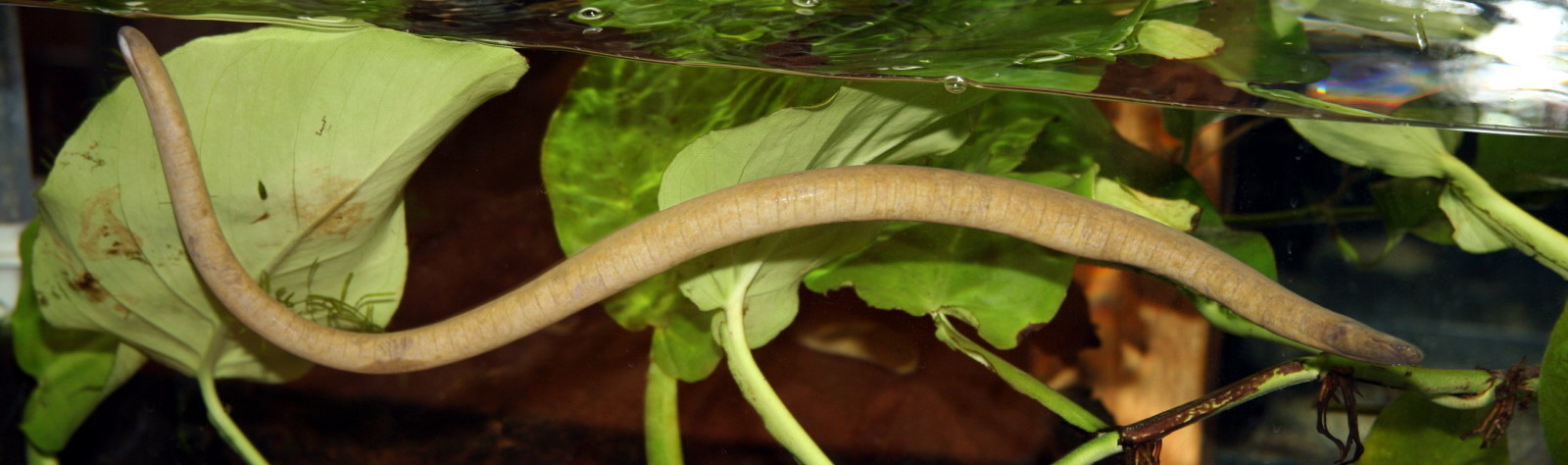